# Вуд, Бари
Бари Вуд (англ. Bari Wood; род. 31 декабря 1936) — американская писательница в жанрах научной фантастики, детектива и романов ужасов.

## Биография
Бари Ив Вуд родилась в городе Джексонвилле, штат Иллинойс в 1936 году, росла в Чикаго и его окрестностях, выпускница Северо-западного Университета в Эванстоне, штат Иллинойс по специализации английский язык. Переехала в Нью-Йорк в 1967, где сперва работала в библиотеке Американского онкологического общества, потом редактором в журнале общества и медицинском журнале «Фармакотерапия». В ранних семидесятых начала писать фантастику.
Была замужем за доктором Гилбертом Конгдоном Вудом (1915—2000), биологом Американского онкологического общества. В 1981 они переехали на ферму в Риджфилде, штат Коннектикут. В 2008 вышла замуж за Денниса Престона Кэйзи и переехала в Лансинг, штат Мичиган.
Бари Вуд написала свой первый роман «Убийственный дар» в 1975. Далее последовал роман «Близнецы» в соавторстве с Джеком Гислендом в 1977; в 1988 книга была экранизирована под названием «Связанные насмерть» с Джереми Айронсом в главной роли. «Убийственный дар» получил премию Патнэма.

## Экранизации произведений
| Год  | Название           | Примечания |
| ---- | ------------------ | --- |
| 1988 | Связанные насмерть | Режиссёр Дэвид Кроненберг. По мотивам романа «Близнецы» («Связанные насмерть» в переиздании). Архивная копия от 20 апреля 2013 на Wayback Machine |
| 1999 | Сновидения         | Режиссёр Нил Джордан. По мотивам романа «Глаза куклы» Архивная копия от 28 мая 2013 на Wayback Machine                                            |
| 2023 | Связанные насмерть | Сериал. Сюжет основан на одноимённом фильме Дэвида Кроненберга 1988 года.                                                                         |